# 逢いたくて、島耕作
『逢いたくて、島耕作』（あいたくて、しまこうさく）は、作：諏訪符馬、協力：弘兼憲史による日本の漫画作品。『モーニング』（講談社）にて、2023年15号（2023年3月9日発売）から2024年25号（2024年5月23日発売）まで連載。番外編が『コミックDAYS』（同社）にて、2024年6月6日より同年6月20日まで連続掲載された。漫画・「島耕作シリーズ」の連載開始40周年を記念して開始された、公認スピンオフ作品。

## 作風
令和時代の2023年に就職活動するZ世代が島耕作ワールドの1980年代に「異世界転生」したギャグ漫画。講談社によると「愛知県で最も「島耕作」および転生に精通している漫画家」といわれる諏訪が描いている。諏訪は筋金入りの「シマコー」ファンであり、「脇役の人生がドラマチックに描かれているのも島耕作シリーズの魅力」だと語っている。諏訪は子どものころから原作を何度も読み返してきているため、本作はトリビアが満載である。
企画当初は諏訪から島耕作の初期ライバルとなる嫌味な同僚・今野輝常を主人公としたスピンオフ『保身!今野輝常』や、異世界転生ものと組み合わせた『転生したら今野輝常だった件』といった案も上がってきたが、島耕作のスピンオフなのに今野がタイトルでは読者が購入してくれないという観点から没となり、紆余曲折を経て令和の島耕作マニアな主人公が80年代の『島耕作』の世界に転生し、原作マニアならではの観点から今野に肩入れして彼がその後辿る悲惨な運命を変えようと奮闘する物語となった。タイトルの『逢いたくて、島耕作』は、スピンオフ企画を通すために原作者である弘兼憲史と打ち合わせしようと何度も上京したものの弘兼が多忙なためなかなか逢えなかったため、島耕作本人とは決して逢えない作品主人公の境遇と自分自身を重ね合わせた諏訪の愚痴から生まれたという。
欄外にあるQRコードをスキャンすることで『コミックDAYS』での原作の島耕作シリーズの当該話を読むことができる。

## 登場人物
谷 孝太郎（たに こうたろう）
早稲田大学に学籍のあるZ世代の人間。サークルはESSに所属。出身地は山口県で誕生日は9月9日と島耕作と同じ。
令和時代の2023年に就職活動中に謎の声の導きによって島耕作ワールドの1980年11月に異世界転生した。
島耕作シリーズをスピンオフを含め全18シリーズ約1200話1000回以上読み返しており、どのページにどの台詞が入っているか全て頭の中に入っており、「イカれている」と形容されている。
共働きの両親が山口県で理髪店を営んでおり、待合室の本棚にあった島耕作シリーズ全巻を小学4年生から読み始めたのが島耕作を知ったきっかけ。兄弟はいない。
異世界転生後では以下のような設定になっている。
- 転生特有のチート能力で仕事はこなすことができる。
- 1980年春に早稲田大学を卒業し、周囲の人間（早稲田大学ESS部員や研修中の初芝ショップ社長）の記憶は「なんとなく皆の記憶にある程度の存在」程度。
- 両親は既に死亡しており、天涯孤独の身。

## 用語
いずれも谷が勝手に呼称しているだけの語である。
聖典
弘兼兼史による「島耕作シリーズ」のこと。

創造主
「島耕作シリーズ」の原作者である弘兼憲史のこと。

シマコニスタ
島耕作シリーズマニア。

シマコーガールズ
島耕作と交際した女性たちのこと。
中心人物は「神7」（カミセブン）と呼ばれており、センターは大町久美子、以下は錫鴨かつ子、馬島典子と続く。
初期の登場人物は「シマコー・オリジン・ファッキン・ガールズ」と呼ばれ、田代友紀、桜井恵子、中西朝子、鳥海赫子の4人。

## 書誌情報
- 諏訪符馬（作）・弘兼憲史（協力）『逢いたくて、島耕作』講談社〈モーニングKC〉、全6巻
  1. 2023年6月22日発売[9][2]、ISBN 978-4-06-532165-2
  2. 2023年10月23日発売[10]、ISBN 978-4-06-533536-9
  3. 2024年1月23日発売[11]、ISBN 978-4-06-533909-1
  4. 2024年4月23日発売[12]、ISBN 978-4-06-535330-1
  5. 2024年6月21日発売[13]、ISBN 978-4-06-535901-3
  6. 2024年8月22日発売[14]、ISBN 978-4-06-536603-5